# Sân bay quốc tế Boryspil

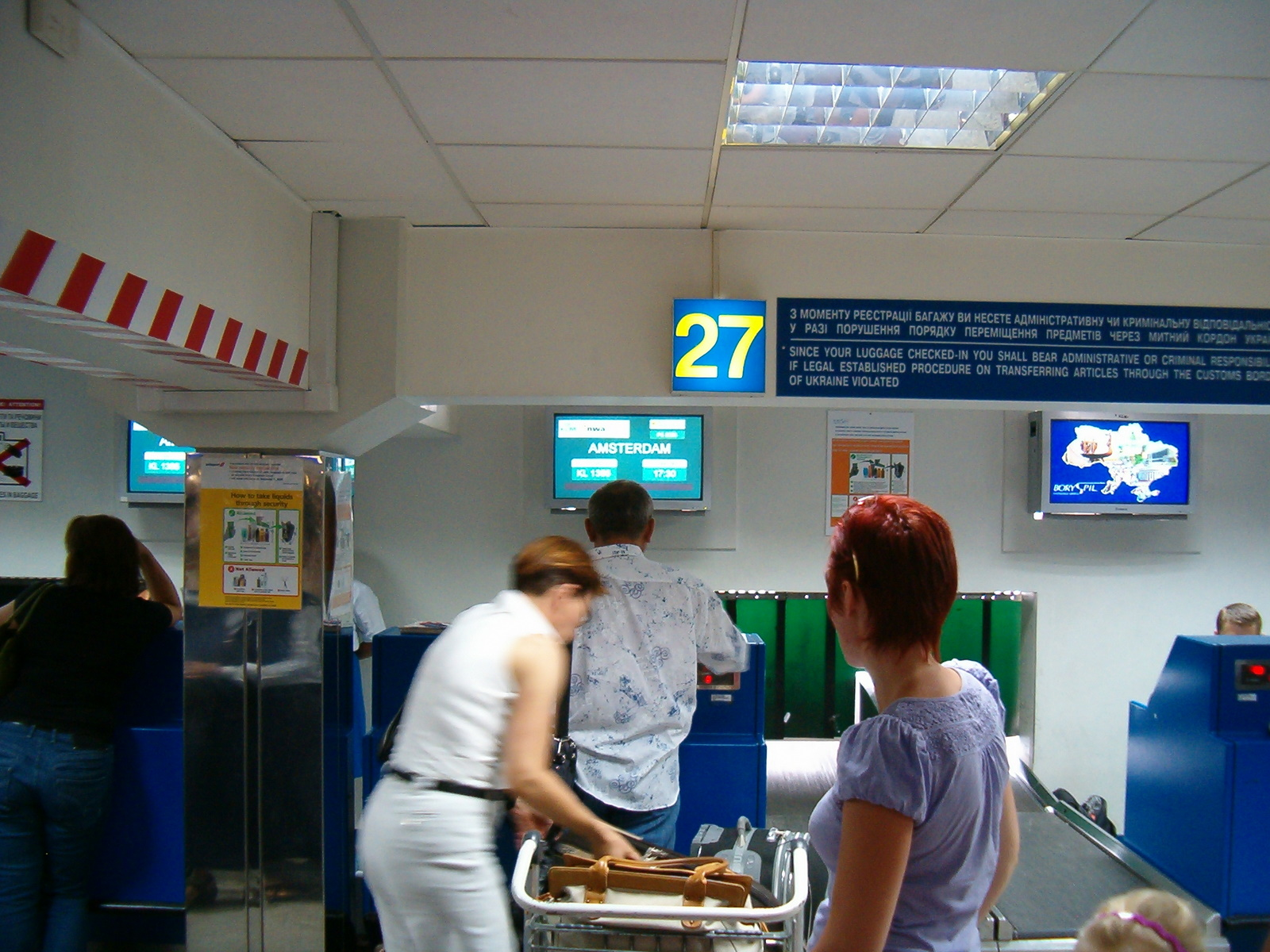
Quần làm thủ tục lên máy bay ở nhà ga B

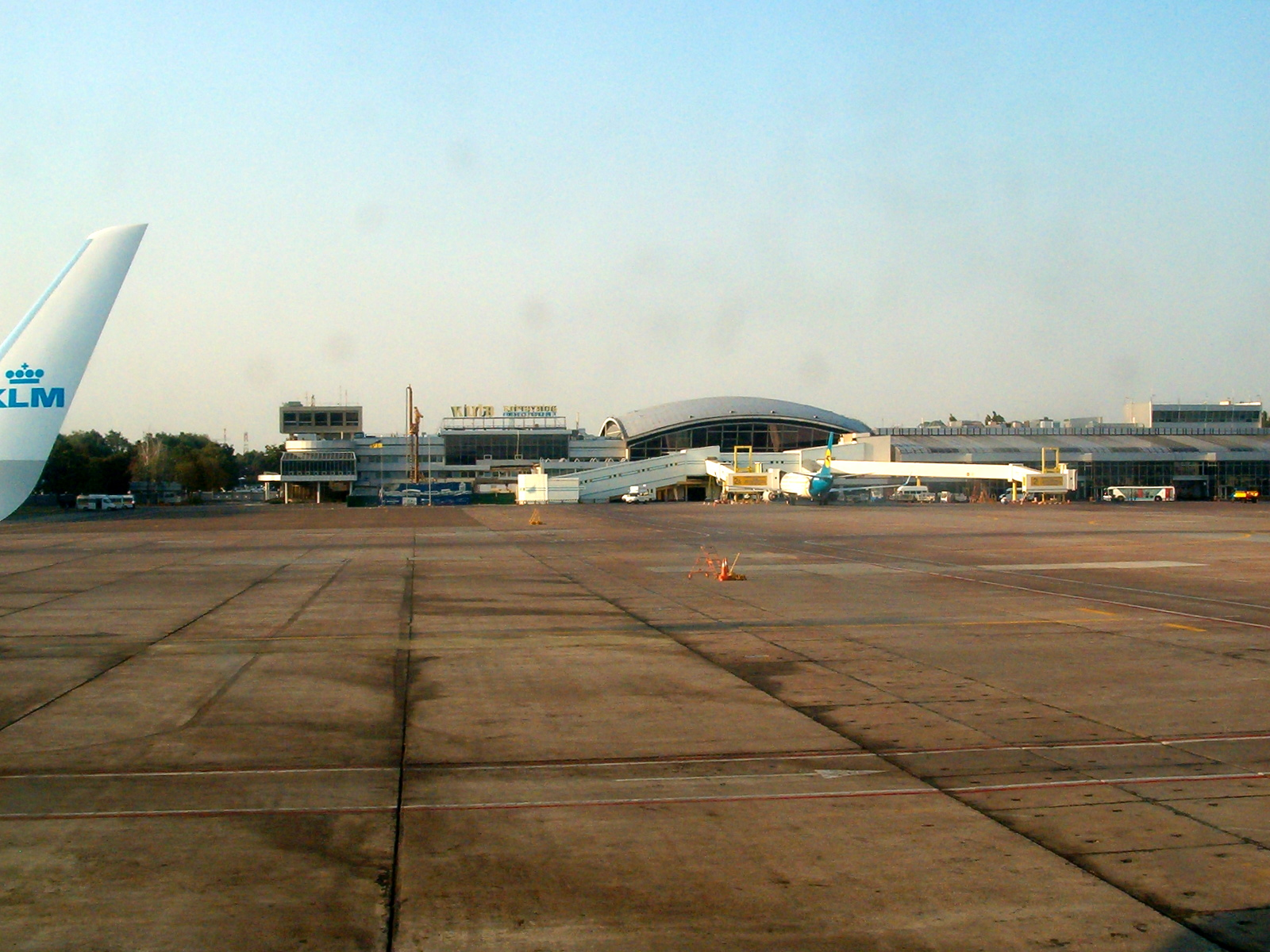
Nhà ga B

Sân bay quốc tế Boryspil (IATA: KBP, ICAO: UKBB) là một sân bay quốc tế có cự ly 6 km (3,7 mi) về phía tây của Boryspil, 29 km (18 mi) về phía đông Kiev. Đây là sân bay lớn nhất Ukraina, phục vụ phần lớn các tuyến bay quốc tế của quốc gia này, và là một trong ba sân bay phục vụ Kiev, cùng với hai sân bay nhỏ hơn sân bay Zhulyany và sân bay Gostomel, một sân bay hàng hóa sử dụng chủ yếu bởi Antonov.
Sân bay này là một thành viên của Airports Council International.

## Các nhà ga

Các nhà ga tại sân bay Boryspil Kiev
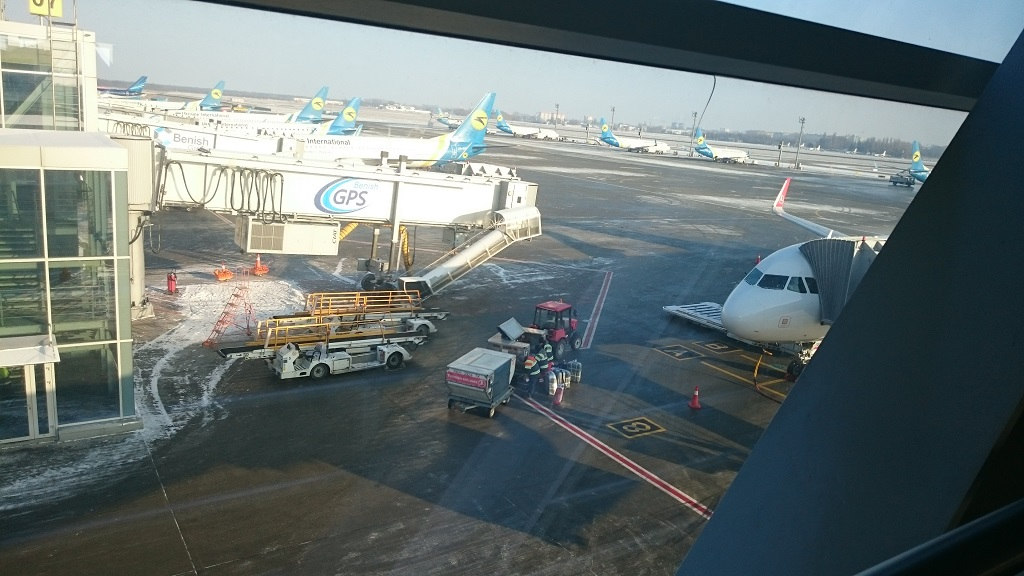
Nhà ga D
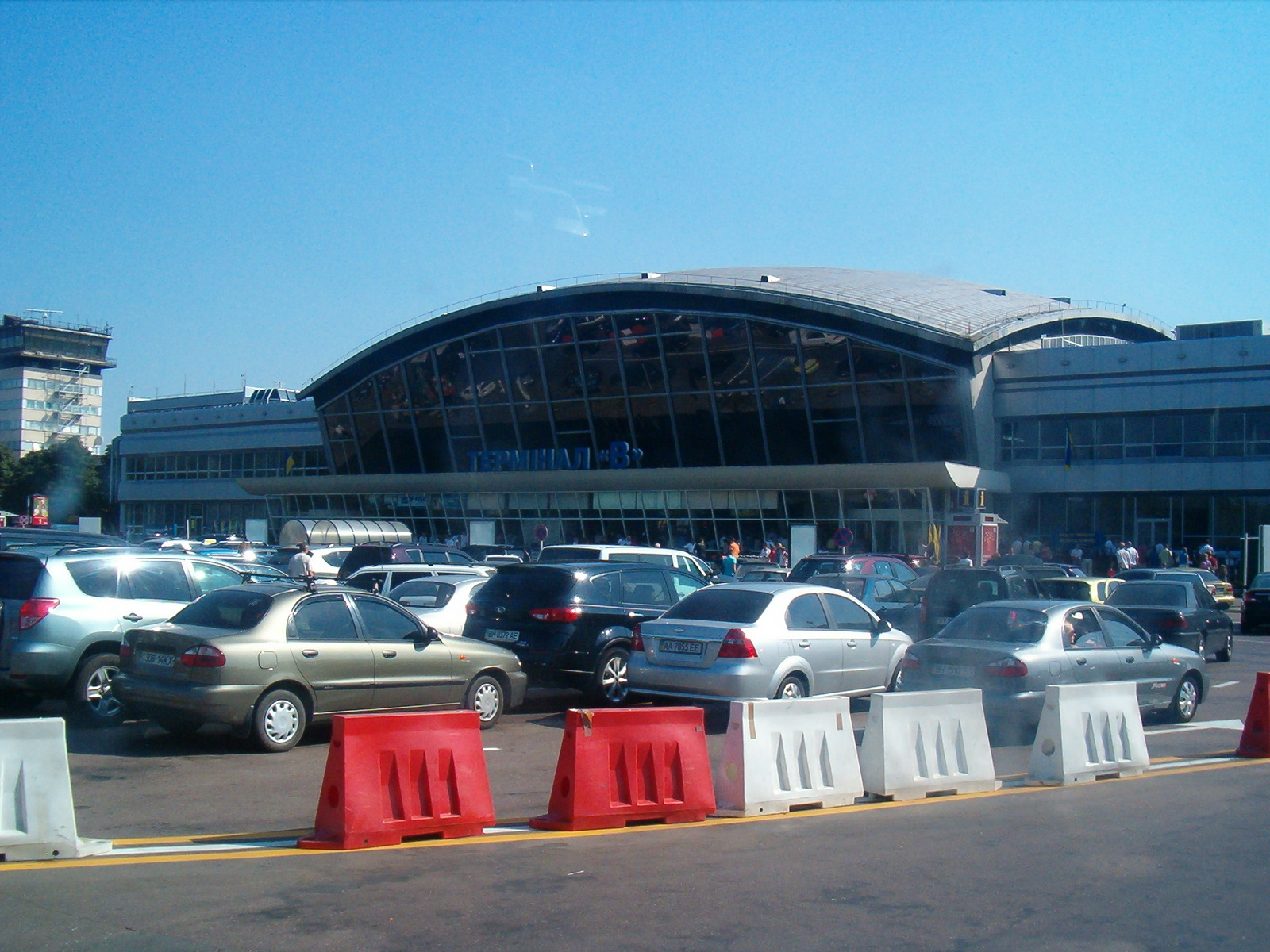
Nhà ga B (quốc tế)
Nhà ga D (xây từ 15.11.2010)Nhà ga D (xây từ 15.11.2010)
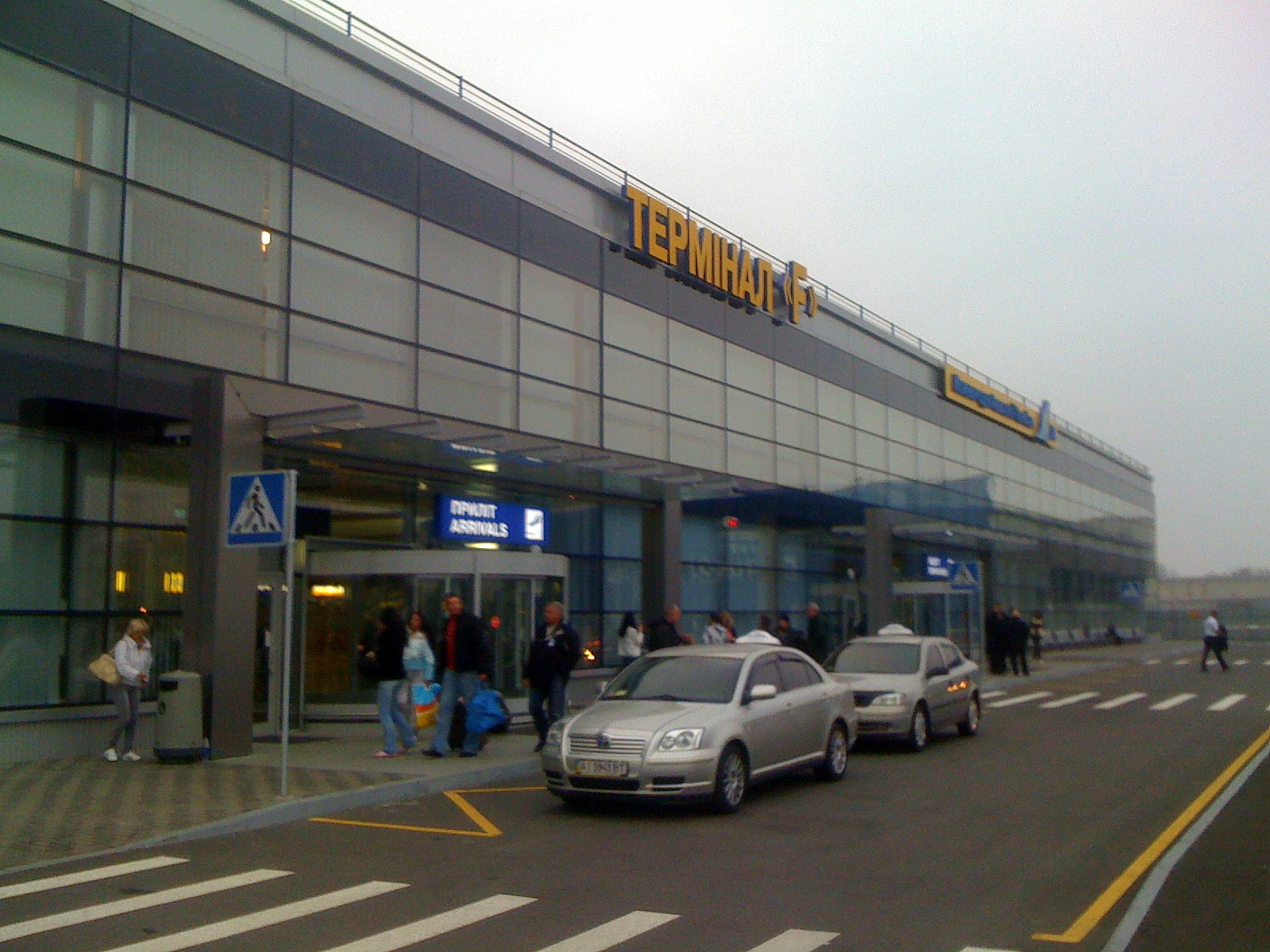
Nhà ga F (quốc tế)

Sân bay có 4 nhà ga:
1. Terminal A, domestic flights - (sẽ là nhà ga đến quốc nội sau khi hoàn thành nhà ga D)
2. Terminal B, các chuyến bay quốc tế - (sẽ là nhà ga đi quốc nội sau khi hoàn thành nhà ga D)
3. Nhà ga C, khách VIP và hạng sang
4. Nhà ga F, mở cửa vào ngày 21 tháng 9 năm 2010[5] là cơ sở nhà cho hãng Ukraine International Airlines. Nhà ga F bắt đầu phục vụ các chuyến bay thường lệ từ ngày 31 tháng 10 năm 31, 2010 với công suất ban đầu khoảng 900 lượt mỗi giời.[6]

Có một nhà ga nữa đang được xây dựng:
1. Nhà ga D, công tác xây dựng bắt đầu vào ngày 24 tháng 3 năm 2008 với công suất 3100 lượt khách mỗi giời, dự kiến hoàn thành vào tháng 12 năm 2011[7].

Ngoài ra có một nhà ga được lên kế hoạch:
1. Nhà ga E, với công suất 2000 lượt khách mỗi giờ sẽ hoàn thành vào năm 2015 [8]

## Hãng hàng không và tuyến bay

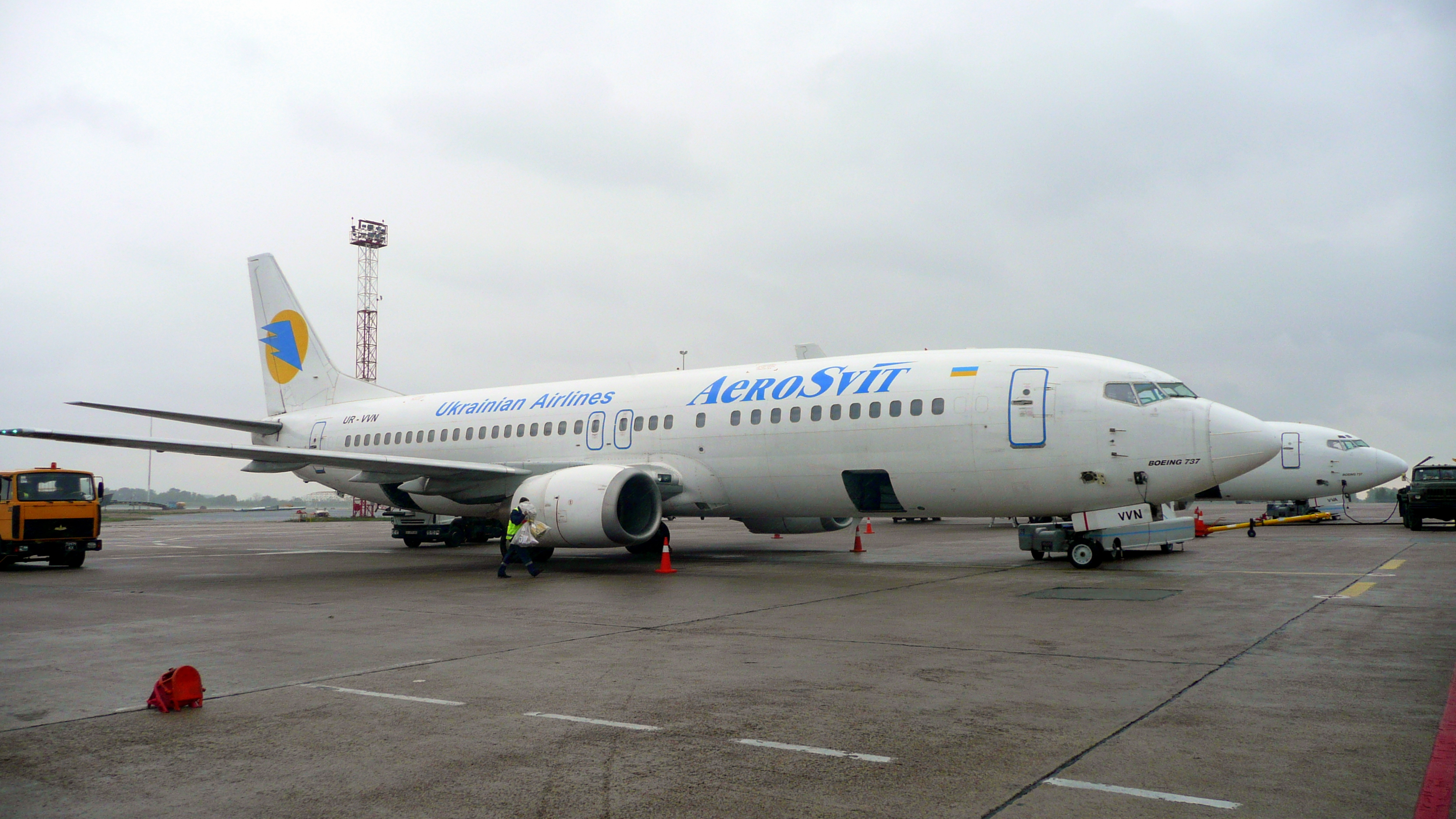
Aerosvit là hãng lớn nhất hoạt động ở sân bay Boryspil

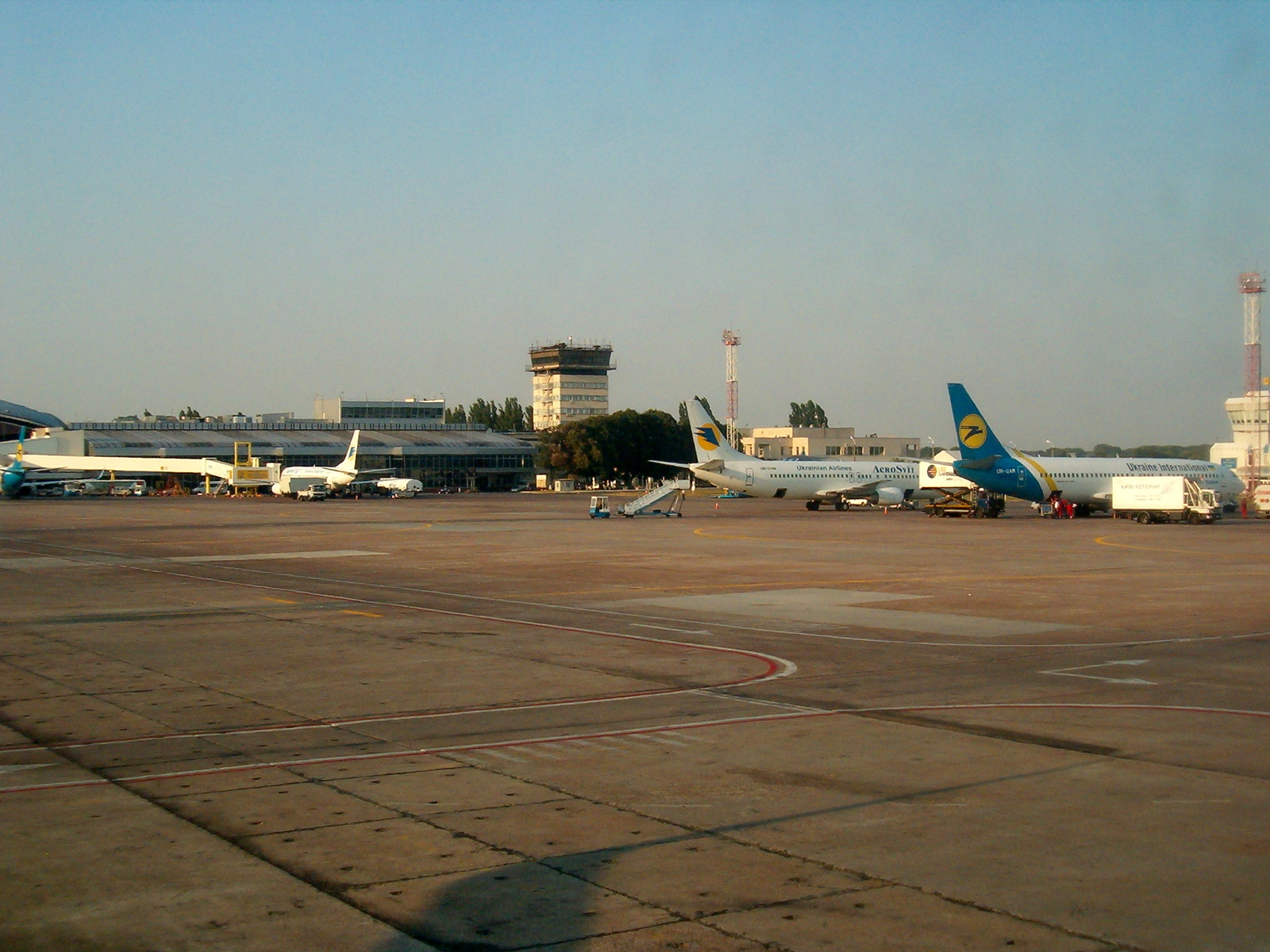
Máy bay ở Nhà ga B

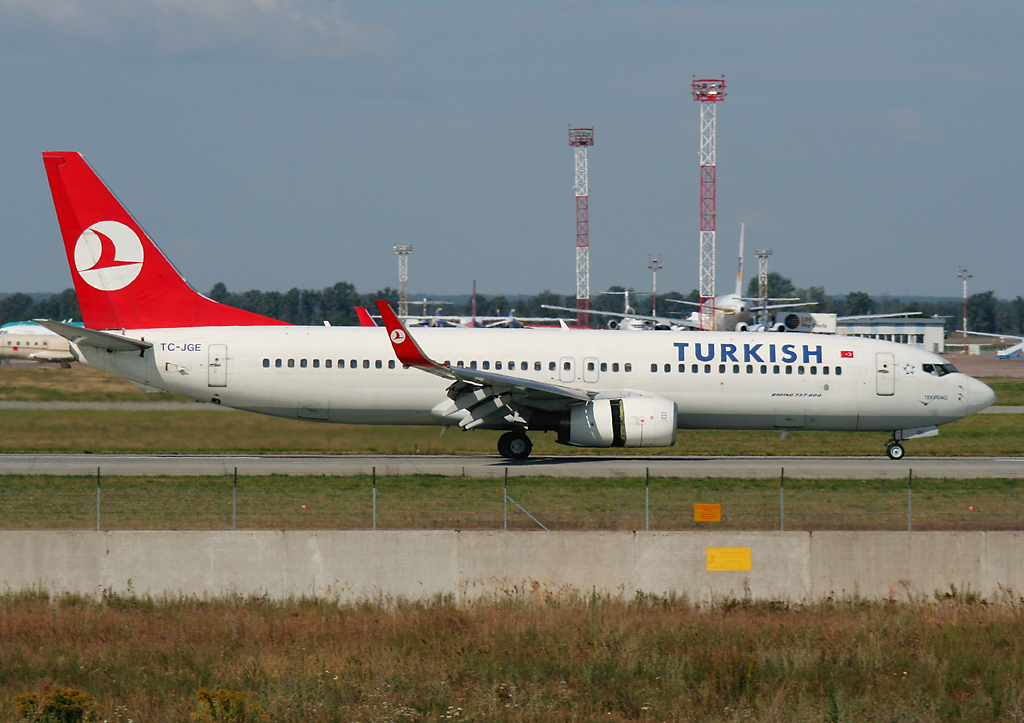
Máy bay Boeing 737-800 của Turkish Airlines hạ cánh từ Istanbul.

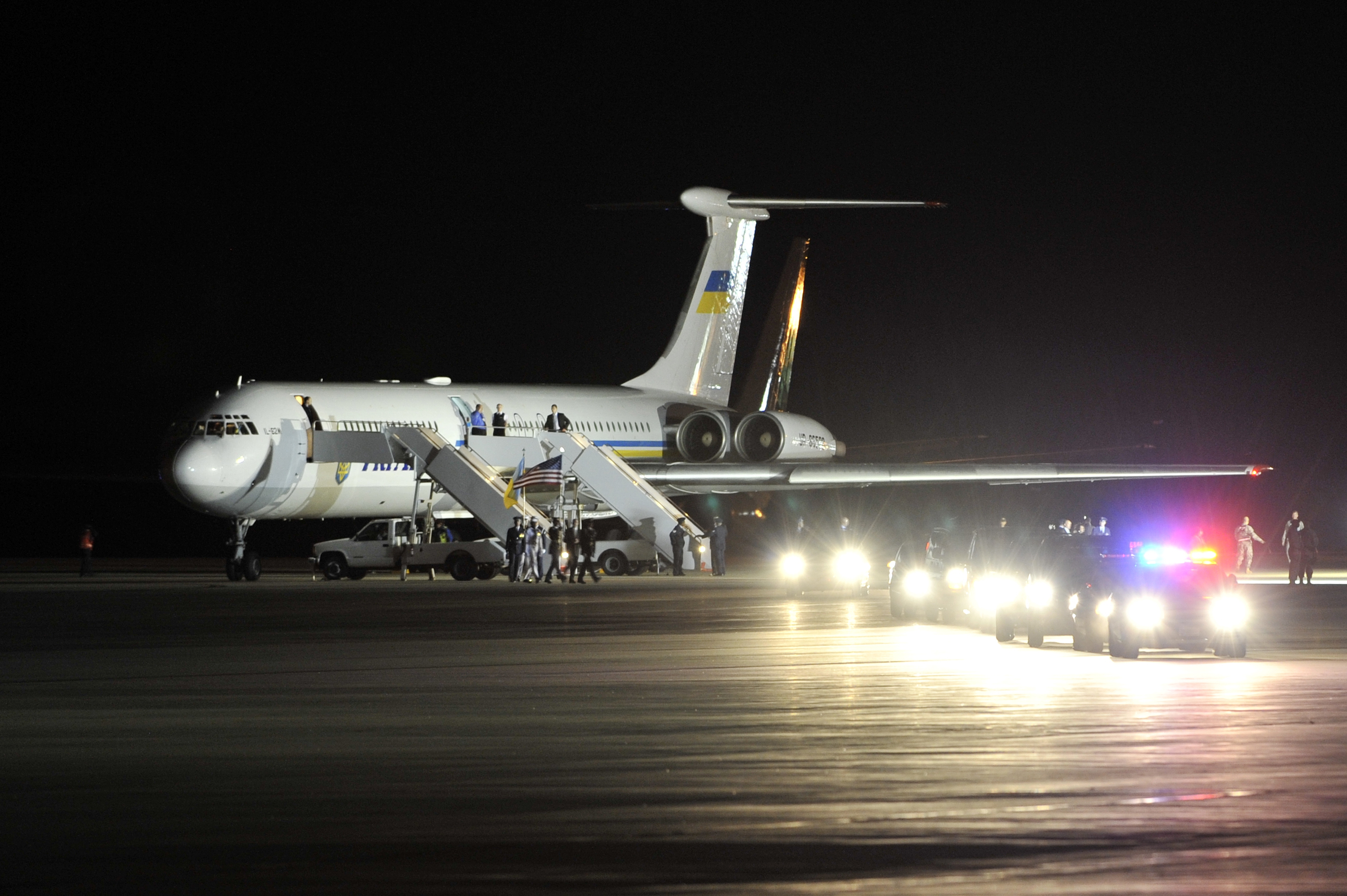
Máy bay chính phủ Ukraina ở Boryspil

| Hãng hàng không                                    | Các điểm đến | Terminal |
| -------------------------------------------------- | --- | -------- |
| Adria Airways                                      | Theo mùa: Ljubljana | F        |
| Aeroflot                                           | Moscow-Sheremetyevo | B        |
| Aerosvit Airlines                                  | Kaliningrad, Krasnodar, Murmansk, Moscow-Sheremetyevo, Nizhnevartovsk, Novosibirsk, Rostov-on-Don, Saint Petersburg, Sochi, Yekaterinburg, Dnipro, Donetsk, Ivano-Frankivsk, Kharkiv, Lviv, Odesa, Sevastopol, Simferopol | A        |
| Aerosvit Airlines                                  | Athens, Berlin-Tegel, Budapest, Baku, Bangkok, Batumi, Beijing, Bucharest, Chişinău, Copenhagen, Delhi, Düsseldorf, Dubai, Ho Chi Minh City, Ganja, Goa, Kraków, Hamburg, Stuttgart, Prague, Sofia, Minsk, Thessaloniki, Milan-Malpensa, Naples, Vilnius, Stockholm, Istanbul-Atatürk, Larnaca, Stockholm, London-Gatwick, New York-JFK, Toronto-Pearson, Tel Aviv,                                                                          | F        |
| Air Arabia                                         | Sharjah | B        |
| Air France                                         | Paris-Charles de Gaulle | F        |
| Air Moldova                                        | Chişinǎu | F        |
| AirBaltic                                          | Riga | B        |
| Alitalia                                           | Rome-Fiumicino | F        |
| Arkia Israel Airlines                              | Tel Aviv | B        |
| Armavia                                            | Yerevan | F        |
| Austrian Airlines                                  | Vienna Theo mùa: Innsbruck | F        |
| Austrian operated by Tyrolean Airways              | Vienna | F        |
| Azerbaijan Airlines                                | Baku | F        |
| Belavia                                            | Minsk | B        |
| British Airways                                    | London-Heathrow | F        |
| Caspian Airlines                                   | Tehran-Imam Khomeini | F        |
| Czech Airlines                                     | Prague | B        |
| Delta Air Lines                                    | Theo mùa: New York-JFK | B        |
| Dniproavia                                         | Chernivtsi, Dnipro, Ivano-Frankivsk, Kharkiv, Luhansk, Lviv, Odessa, Sevastopol, Simferopol, Uzhgorod | A        |
| El Al                                              | Tel Aviv | B        |
| Finnair                                            | Helsinki | F        |
| Georgian Airways                                   | Batumi, Tbilisi | F        |
| KLM                                                | Amsterdam | F        |
| LOT Polish Airlines                                | Warsaw | B        |
| Lufthansa                                          | Frankfurt, Munich | F        |
| Lufthansa Regional vận hành bởi Lufthansa CityLine | Düsseldorf | F        |
| Motor Sich Airlines                                | Zaporizhia, Lugansk | A        |
| Nouvelair                                          | Djerba | F        |
| Rossiya                                            | St Petersburg | F        |
| Royal Jordanian                                    | Amman-Queen Alia | F        |
| RusLine                                            | Yekaterinburg | F        |
| S7 Airlines                                        | Moscow-Domodedovo | F        |
| Turkish Airlines                                   | Istanbul-Atatürk | B        |
| Transaero Airlines                                 | Moscow-Domodedovo | B        |
| Turkmenistan Airlines                              | Ashgabat | F        |
| Ukraine International Airlines                     | Dnipropetrovsk, Donetsk, Lviv, Odessa, Simferopol, Moscow-Domodedovo, St Petersburg | A        |
| Ukraine International Airlines                     | Abu Dhabi, Almaty, Amman-Queen, Amsterdam, Antalya, Alexandria, Astana, Bangkok, Barcelona, Berlin-Tegel, Beijing, Brussels, Baku, Cairo, Colombo, Delhi, Dubai, Dubrovnik, Frankfurt, Geneva, Goa, Helsinki, Istanbul-Atatürk, Lisbon, London-Gatwick, Madrid, Milan-Malpensa, New York-JFK, Nice, Paris-Charles de Gaulle, Pula, Rome-Fiumicino, Samara, Split, Tashkent, Tehran-Imam Khomeini, Tel Aviv, Tbilisi, Vienna, Yerevan, Zürich | F        |
| Ural Airlines                                      | Yekaterinburg | F        |
| UM Airlines                                        | Amman-Queen Alia, Beirut, Damascus, Tivat, Tehran-Imam Khomeini | F        |
| UTair Aviation                                     | Surgut | F        |
| Uzbekistan Airways                                 | Tashkent | F        |
| Wind Rose Aviation                                 | Ivano-Frankivsk, Lviv | A        |
| Wind Rose Aviation                                 | Batumi, Kalinigrad, Kutaisi, Pula, Tashkent, Tbilisi | F        |

## Bay thuê chuyến

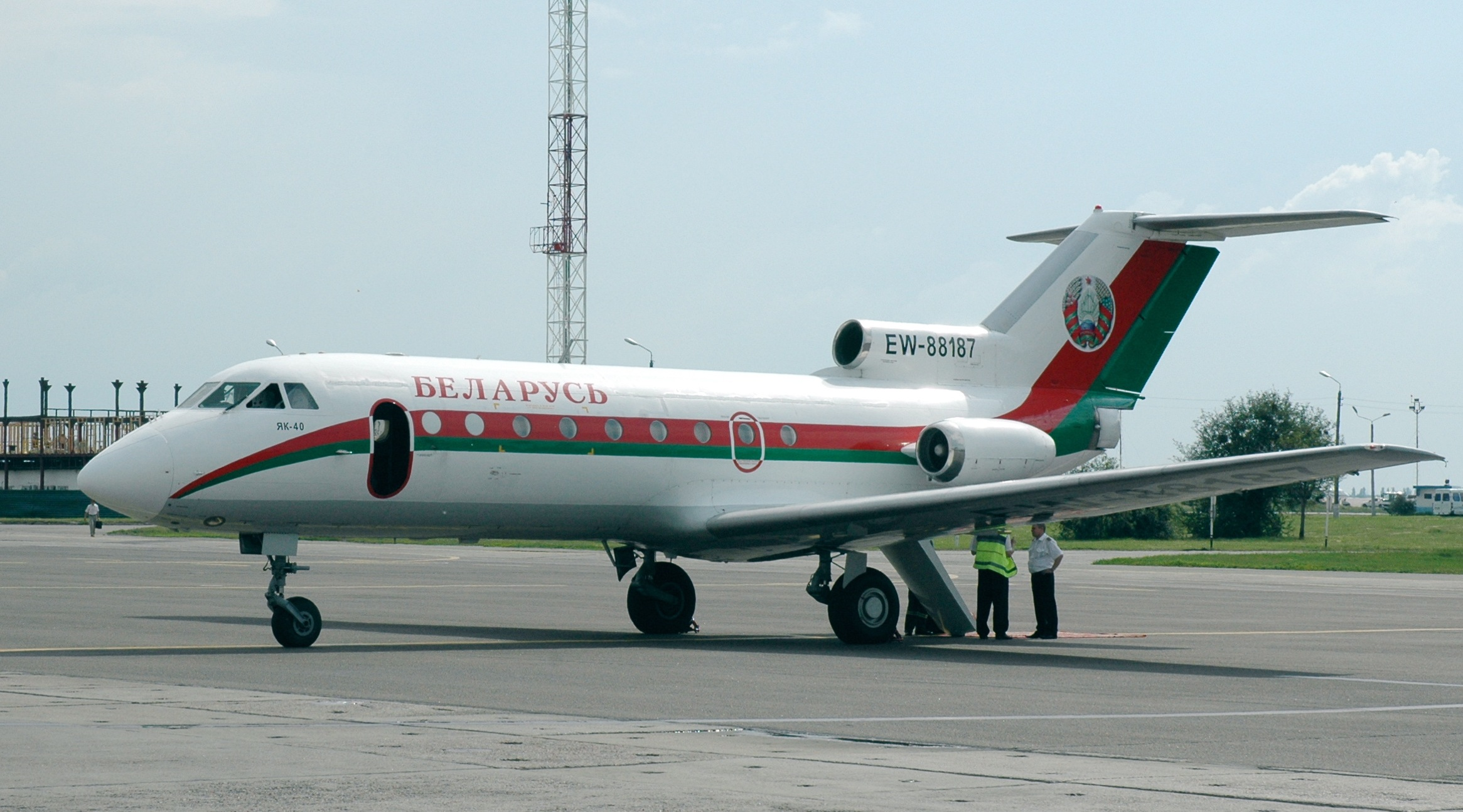
Sân bay Boryspil

| Hãng hàng không                | Các điểm đến                                   |
| ------------------------------ | ---------------------------------------------- |
| Aero Charter                   | Kharkiv, Luxembourg, Leipzig/Halle, Simferopol |
| Cargolux                       | Luxembourg                                     |
| DHL Express                    | Brussels                                       |
| Motor Sich Airlines            | Ankara, Bratislava, Zaporizhia                 |
| Ukraine International Airlines | Faro, Vienna                                   |
| Ukrainian Cargo Airways        | Asia, Europe, Ukraine, Middle East             |
| Volga-Dnepr                    | Nga                                            |